# William Wallace (homme politique ontarien)
Pour les articles homonymes, voir William Wallace (homonymie) et Wallace.
William Wallace (4 février 1820-28 août 1887) est un homme politique canadien de l'Ontario. Il est député fédéral conservateur de la circonscription ontarienne de Norfolk-Sud de 1872 à 1874 et de 1874 à 1882.

## Biographie
Né à Galston dans l'East Ayrshire en Écosse, Wallace arrive au Canada en 1840 et s'établit à Simcoe dans le Canada-Ouest. Sur place, il organise la publication du journal British Canadian, ouvre une librairie et occupe plusieurs fonctions liées aux chemins de fer. 
Siégeant au conseil scolaire de Simcoe, il siège également comme conseiller du comté de Norfolk.
Élu en 1872, il ne se représente pas lors de l'élection générale de 1874. Cette dernière élection ayant été annulée, il remporte l'élection partielle la même année. Réélu en 1878, il est défait en 1882.
En 1884, il occupe la fonction de maire de Simcoe.